# Арматнів
Арма́тнів — пасажирський залізничний зупинний пункт Рівненської дирекції Львівської залізниці на електрифікованій лінії Здолбунів — Ковель між станціями Ківерці (12 км) та Олика (9 км). Розташований на розгалуженні автошляху національного значення Н22, неподалік села Пальче Луцького району Волинської області.

## Пасажирське сполучення
На зупинному Арматнів зупиняються приміські електропоїзди електропоїздів сполученням  Здолбунів — Луцьк / Ковель.